# Einar Hjort
Svante Einar Hjort, född 4 maj 1899 i Göteborg, död 20 augusti 1962 i Göteborg, var en svensk teaterdekoratör, teaterchef och konstnär.

## Biografi
Einar Hjort var son till dekorationsmålaren Svante Hjort och Ellen Anita Nyman och från 1926 gift med Signe Jansson. Hjort studerade en kortare tid vid Slöjdföreningens skola i Göteborg men avbröt studierna för att i stället studera dekorationsmåleri för Jens Andrésen vid Stora teatern i Göteborg 1914. Efter tre år vid Stora teatern fortsatte han sina studier för Jens Wang vid Nationalteatret i Kristiania fram till 1920. Han var anställd som dekorationsmålare vid Helsingborgs stadsteater 1921–1935 och passade under den tiden på att genomföra studieresor till Tyskland och Frankrike. Han efterträdde Poul Kanneworff som dekorationsmålare vid Stora teatern i Göteborg 1936 och var verksam som teatermålare fram till 1946 då han avlöste Lars Egge som teaterchef.
Han medverkade i utställningen Svensk teaterkonst under 20 år 1916–1936 på Skånska konstmuseum i Lund och Charlottenberg i Köpenhamn 1936 och i utställningen Tavlor med tonvikt på teater vid Helsingborgs stadsteater 1949. Hjort är representerad vid Scenkonstmuseet. Makarna Hjort är begravda på Västra Frölunda kyrkogård.

## Teater

### Scenografi (ej komplett)
| År   | Produktion                                                           | Upphovsmän                                                                                 | Regi                      | Teater                   | Noter                         |
| ---- | -------------------------------------------------------------------- | ------------------------------------------------------------------------------------------ | ------------------------- | ------------------------ | ----------------------------- |
| 1921 | Marie Arndt Maria Arndt                                              | Elsa Bernstein Översättning Gustaf Linden                                                  | Rudolf Wendbladh          | Helsingborgs stadsteater |                               |
| 1922 | Flickan i bilen The Girl in the Limousine                            | Wilson Collison och Avery Hopwood Översättning Rudolf Wendbladh                            | Rudolf Wendbladh          | Helsingborgs stadsteater |                               |
| 1922 | Hjältar Arms and the Man                                             | George Bernard Shaw Översättning Hugo Vallentin                                            | Rudolf Wendbladh          | Helsingborgs stadsteater |                               |
| 1922 | Flamman Die Sterne                                                   | Hans Müller-Einigen Översättning Arvid Englind                                             | Rudolf Wendbladh          | Helsingborgs stadsteater |                               |
| 1922 | Min far hade rätt! Mon Père avait raison                             | Sacha Guitry                                                                               | Rudolf Wendbladh          | Helsingborgs stadsteater |                               |
| 1922 | När det unga vinet blommar Når den ny vin blomstrer                  | Bjørnstjerne Bjørnson                                                                      | Ragnar Hyltén-Cavallius   | Helsingborgs stadsteater |                               |
| 1922 | Mrs Taradines inkvartering Billeted                                  | F. Tennyson Jesse och H. M. Harwood                                                        | Ragnar Hyltén-Cavallius   | Helsingborgs stadsteater |                               |
| 1922 | Äventyr på fotvandringen Eventyr paa Fodrejsen                       | Jens Christian Hostrup                                                                     | Ragnar Hyltén-Cavallius   | Helsingborgs stadsteater |                               |
| 1922 | Pygmalion                                                            | George Bernard Shaw Översättning Hugo Vallentin                                            | Ragnar Hyltén-Cavallius   | Helsingborgs stadsteater |                               |
| 1922 | Hotellråttan Souris d'hôtel                                          | Paul Armont och Marcel Gerbidon Översättning Algot Sandberg                                | Rudolf Wendbladh          | Helsingborgs stadsteater |                               |
| 1922 | Sin pappas dotter                                                    | Sören Gille                                                                                | Rudolf Wendbladh          | Helsingborgs stadsteater |                               |
| 1922 | Gurli                                                                | Henrik Christiernsson                                                                      | Ragnar Hyltén-Cavallius   | Helsingborgs stadsteater |                               |
| 1922 | Jokern A Pinch Hitter                                                | H. M. Harwood Översättning Elsa Broström                                                   | Rudolf Wendbladh          | Helsingborgs stadsteater |                               |
| 1923 | Ljungby horn Et folkesagn                                            | Edgar Collin, Vilhelm Østergaard, och Alfred Ipsen                                         | Helge Wahlgren            | Helsingborgs stadsteater |                               |
| 1923 | Nationalmonumentet                                                   | Tor Hedberg                                                                                | Helge Wahlgren            | Helsingborgs stadsteater |                               |
| 1923 | Hattmakarens bal                                                     | Hjalmar Peters                                                                             | Ragnar Hyltén-Cavallius   | Helsingborgs stadsteater |                               |
| 1923 | Äkta makar Kjærlighet og vennskap                                    | Peter Egge                                                                                 | Torsten Hammarén          | Helsingborgs stadsteater |                               |
| 1923 | Gamla Heidelberg Alt-Heidelberg                                      | Wilhelm Meyer-Förster                                                                      | Ragnar Hyltén-Cavallius   | Helsingborgs stadsteater |                               |
| 1923 | Den starkare                                                         | August Strindberg                                                                          | Rudolf Wendbladh          | Helsingborgs stadsteater |                               |
| 1923 | Fröken Julie                                                         | August Strindberg                                                                          | Rudolf Wendbladh          | Helsingborgs stadsteater |                               |
| 1923 | Föräldrar Forældre                                                   | Otto Benzon Översättning Hjalmar Söderberg                                                 | Rudolf Wendbladh          | Helsingborgs stadsteater |                               |
| 1924 | Hans rätta hustru Limousine                                          | Jacques Bousquet och Henri Falk Översättning Einar Fröberg                                 | Hjalmar Peters            | Helsingborgs stadsteater |                               |
| 1924 | Vännen Lorel Le vieil ami                                            | Adrien Vély och H. R. Girardet Översättning Gustaf Linden                                  | Torsten Hammarén          | Helsingborgs stadsteater |                               |
| 1924 | Fröken Pascal Mademoiselle Pascal                                    | Martial Piéchaud Översättning Carlo Keil-Möller                                            | Gerda Lundequist-Dalström | Helsingborgs stadsteater |                               |
| 1924 | Främlingen Limousine                                                 | Paul Armont och Louis Verneuil Översättning Torsten Kumlien                                | Hjalmar Peters            | Helsingborgs stadsteater |                               |
| 1924 | Till främmande hamn Outward Bound                                    | Sutton Vane Översättning Carlo Keil-Möller                                                 | Torsten Hammarén          | Helsingborgs stadsteater |                               |
| 1924 | Värmlänningarna                                                      | Fredrik August Dahlgren och Andreas Randel                                                 | Hjalmar Peters            | Helsingborgs stadsteater |                               |
| 1925 | Dagens hjälte                                                        | Carlo Keil-Möller                                                                          | Torsten Hammarén          | Helsingborgs stadsteater |                               |
| 1925 | Antigone Ἀντιγόνη                                                    | Sofokles Översättning Holger Nyblom                                                        | Gerda Lundequist-Dalström | Helsingborgs stadsteater |                               |
| 1925 | Vår lilla fru Our Little Wife                                        | Avery Hopwood Översättning Oscar Byström                                                   | Torsten Hammarén          | Helsingborgs stadsteater |                               |
| 1925 | Thora van Deken                                                      | Henrik Pontoppidan och Hjalmar Bergstrøm                                                   | Gerda Lundequist-Dalström | Helsingborgs stadsteater |                               |
| 1925 | Kära släkten Den kære Familie                                        | Gustav Esmann                                                                              | Gerda Lundequist-Dalström | Helsingborgs stadsteater |                               |
| 1925 | Lite ljuga...                                                        | Sven Åkerberg                                                                              | Helge Wahlgren            | Helsingborgs stadsteater |                               |
| 1925 | Kameliadamen La Dame aux camélias                                    | Alexandre Dumas den yngre                                                                  | Helge Wahlgren            | Helsingborgs stadsteater |                               |
| 1925 | Geografi och kärlek Geografi og Kærlighed                            | Bjørnstjerne Bjørnson                                                                      | Helge Wahlgren            | Helsingborgs stadsteater |                               |
| 1925 | Löftet                                                               | Tomasino Scotti                                                                            | Gerda Lundequist-Dalström | Helsingborgs stadsteater |                               |
| 1926 | Stora barndopet Den store barnedåpen                                 | Oskar Braaten Översättning Einar Fröberg                                                   | Helge Wahlgren            | Helsingborgs stadsteater |                               |
| 1926 | Liliom                                                               | Ferenc Molnár Översättning Gustaf Linden                                                   | Torsten Hammarén          | Helsingborgs stadsteater |                               |
| 1926 | Storstädning Spring Cleaning                                         | Frederick Lonsdale                                                                         | Gösta Cederlund           | Helsingborgs stadsteater |                               |
| 1926 | Sam Jackson i Paris L'air de Paris                                   | Maurice Hennequin och Henry de Gorsse Översättning Gunnar Klintberg                        | Albert Nycop              | Helsingborgs stadsteater |                               |
| 1926 | Sankta Johanna Saint Joan of Arc                                     | George Bernard Shaw Översättning Ebba Low och Gustaf Linden                                | Gösta Cederlund           | Helsingborgs stadsteater |                               |
| 1926 | Eliza stannar Eliza comes to stay                                    | Henry V. Esmond                                                                            | Gösta Cederlund           | Helsingborgs stadsteater |                               |
| 1926 | Spelet om kärleken och döden Le Jeu de l'amour et de la mort         | Romain Rolland Översättning Carlo Keil-Möller                                              | Albert Nycop              | Helsingborgs stadsteater |                               |
| 1926 | Julnatten i barnkammaren                                             | Carlo Keil-Möller                                                                          | Carlo Keil-Möller         | Helsingborgs stadsteater |                               |
| 1926 | Hans Majestät får vänta                                              | Oscar Rydqvist                                                                             | Gösta Cederlund           | Helsingborgs stadsteater |                               |
| 1927 | Vad varje kvinna vet What Every Woman Knows                          | J.M. Barrie Översättning Edvard Alkman                                                     | Elsa Carlsson             | Helsingborgs stadsteater |                               |
| 1927 | Vi och de våra Loyalties                                             | John Galsworthy Översättning Gunnar Klintberg                                              | Gösta Cederlund           | Helsingborgs stadsteater |                               |
| 1927 | Gustav Vasa                                                          | August Strindberg                                                                          | Gösta Cederlund           | Helsingborgs stadsteater |                               |
| 1927 | Min fröken mor Mademoiselle ma mère                                  | Louis Verneuil                                                                             | Albert Nycop              | Helsingborgs stadsteater |                               |
| 1927 | Peter Peter Ingeborg                                                 | Curt Goetz Översättning Arvid Englind                                                      | Gösta Cederlund           | Helsingborgs stadsteater |                               |
| 1927 | Komedin på slottet Spiel im Schloss                                  | Ferenc Molnár Översättning Albert Nycop                                                    | Albert Nycop              | Helsingborgs stadsteater |                               |
| 1927 | Kristina                                                             | August Strindberg                                                                          | Gösta Cederlund           | Helsingborgs stadsteater |                               |
| 1927 | En bättre herre Ein besserer Herr                                    | Walter Hasenclever Översättning Gösta Cederlund                                            | Gösta Cederlund           | Helsingborgs stadsteater |                               |
| 1927 | Simson och Delila Samson og Delila                                   | Sven Lange Översättning Emil Grandinson                                                    | John Westin               | Helsingborgs stadsteater |                               |
| 1927 | Mysteriet Milton The Ringer                                          | Edgar Wallace                                                                              | Gösta Cederlund           | Helsingborgs stadsteater |                               |
| 1927 | Bättre folk The Best People                                          | Avery Hopwood och David Gray Översättning Carlo Keil-Möller                                | Gösta Cederlund           | Helsingborgs stadsteater |                               |
| 1928 | Gröna hissen Fair and Warmer                                         | Avery Hopwood                                                                              | Albert Nycop              | Helsingborgs stadsteater |                               |
| 1929 | Så tuktas en argbigga The Taming of the Shrew                        | William Shakespeare                                                                        | Gösta Cederlund           | Helsingborgs stadsteater |                               |
| 1929 | Vi ä' alla lika Aren't we all?                                       | Frederick Lonsdale Översättning Ellen Appelberg-Collijn                                    | Rudolf Wendbladh          | Helsingborgs stadsteater |                               |
| 1929 | Don Gil av gröna byxor Don Gil de las calzas verdes                  | Tirso de Molina Översättning Gustaf Ullman                                                 | Rudolf Wendbladh          | Helsingborgs stadsteater |                               |
| 1929 | Periferi Periférie                                                   | František Langer Översättning Rudolf Wendbladh                                             | Rudolf Wendbladh          | Helsingborgs stadsteater |                               |
| 1929 | Lavendelfröknarna Lavender Ladies                                    | Daisy Fisher Översättning Ivar P:son Henning                                               | Rudolf Wendbladh          | Helsingborgs stadsteater |                               |
| 1929 | Resans slut Journey's End                                            | Robert Cedric Sheriff Översättning Rudolf Wendbladh                                        | Rudolf Wendbladh          | Helsingborgs stadsteater |                               |
| 1929 | Herr Dardanell och hans upptåg på landet                             | August Blanche Bearbetning Gustav Linden                                                   | Rudolf Wendbladh          | Helsingborgs stadsteater |                               |
| 1930 | Volpone                                                              | Ben Jonson Översättning Gunnar Klintberg                                                   | Rudolf Wendbladh          | Helsingborgs stadsteater |                               |
| 1930 | Topaze                                                               | Marcel Pagnol Översättning Gustav Linden                                                   | Albert Nycop              | Helsingborgs stadsteater |                               |
| 1930 | Den heliga lågan The Sacred Flame                                    | W. Somerset Maugham Översättning Harry Roeck-Hansen                                        | Rudolf Wendbladh          | Helsingborgs stadsteater |                               |
| 1930 | Mordet i andra våningen Murder on the Second Floor                   | Frank Vosper Översättning Allan Vougt                                                      | Rudolf Wendbladh          | Helsingborgs stadsteater |                               |
| 1930 | Kom, sågs, segrade! Tu m’épouseras                                   | Louis Verneuil Översättning Albert Nycop                                                   | Rudolf Wendbladh          | Helsingborgs stadsteater |                               |
| 1930 | Karusellen The apple cart                                            | George Bernard Shaw Översättning Ebba Low och Gustav Linden                                | Rudolf Wendbladh          | Helsingborgs stadsteater |                               |
| 1930 | Odågan Étienne                                                       | Jacques Deval Översättning Olga Wendbladh                                                  | Rudolf Wendbladh          | Helsingborgs stadsteater |                               |
| 1930 | Olympia                                                              | Ferenc Molnár Översättning Ivar P:son Henning                                              | Rudolf Wendbladh          | Helsingborgs stadsteater |                               |
| 1930 | Kontraband                                                           | Oscar Rydqvist                                                                             | Albert Nycop              | Helsingborgs stadsteater |                               |
| 1930 | Jag är min syster Meine Schwester und ich                            | Ralph Benatzky och Robert Blum Översättning Carl Johan Holzhausen                          | Rudolf Wendbladh          | Helsingborgs stadsteater |                               |
| 1931 | Markurells i Wadköping                                               | Hjalmar Bergman                                                                            | Albert Nycop              | Helsingborgs stadsteater |                               |
| 1931 | Barabbas                                                             | Michel de Ghelderode Översättning Rudolf Wendbladh                                         | Rudolf Wendbladh          | Helsingborgs stadsteater |                               |
| 1931 | "Succes!" Vient de paraître                                          | Édouard Bourdet Översättning Christian Günther                                             | Rudolf Wendbladh          | Helsingborgs stadsteater |                               |
| 1931 | Sensation                                                            | Erik Lindorm                                                                               | Rudolf Wendbladh          | Helsingborgs stadsteater |                               |
| 1931 | Thalias barn                                                         | Tor Hedberg                                                                                | Rudolf Wendbladh          | Helsingborgs stadsteater |                               |
| 1931 | Marius                                                               | Marcel Pagnol Översättning Karl Asplund, Bearbetning Gustaf Linden                         | Rudolf Wendbladh          | Helsingborgs stadsteater |                               |
| 1931 | Elisabet av England Elisabeth von England                            | Ferdinand Bruckner Översättning Karin Boye                                                 | Rudolf Wendbladh          | Helsingborgs stadsteater |                               |
| 1931 | Lyckans fé A jó tündér                                               | Ferenc Molnár Översättning Carlo Keil-Möller                                               | Einar Lidholm             | Helsingborgs stadsteater |                               |
| 1931 | Hans nåds testamente                                                 | Hjalmar Bergman                                                                            | Rudolf Wendbladh          | Helsingborgs stadsteater |                               |
| 1932 | Till polisens förfogande Voruntersuchung                             | Max Alsberg och Otto Ernst Hesse Översättning Richard Erwe                                 | Albert Nycop              | Helsingborgs stadsteater |                               |
| 1932 | En resa i natten En reise i natten                                   | Sigurd Christiansen Översättning Alf Sjöberg                                               | Rudolf Wendbladh          | Helsingborgs stadsteater |                               |
| 1932 | Hennes första äventyr Her First Affaire                              | Merrill Rogers                                                                             | Albert Nycop              | Helsingborgs stadsteater |                               |
| 1932 | Knock eller Läkarkonstens triumf Knock ou le Triomphe de la médecine | Jules Romains Översättning Karl Hedberg                                                    | Rudolf Wendbladh          | Helsingborgs stadsteater |                               |
| 1932 | Svindlare La Banque Nemo                                             | Louis Verneuil Översättning Rudolf Wendbladh                                               | Rudolf Wendbladh          | Helsingborgs stadsteater |                               |
| 1932 | Fröken Mademoiselle                                                  | Jacques Deval Översättning Olga Wendbladh                                                  | Rudolf Wendbladh          | Helsingborgs stadsteater |                               |
| 1932 | Vi                                                                   | Ludvig Nordström                                                                           | Rudolf Wendbladh          | Helsingborgs stadsteater |                               |
| 1932 | Fröken Kyrkråtta A templom egére                                     | Ladislas Fodor Översättning Gösta Cederlund                                                | Albert Nycop              | Helsingborgs stadsteater |                               |
| 1932 | Du och jag Morgen geht's uns gut                                     | Ralph Benatzky och Hans Müller-Einigen Översättning Richard Erwe och Carl Johan Holzhausen | Rudolf Wendbladh          | Helsingborgs stadsteater |                               |
| 1933 | Kalle Karlssons knepigheter                                          | Oscar Rydqvist                                                                             | Rudolf Wendbladh          | Helsingborgs stadsteater |                               |
| 1933 | Före solnedgången Vor Sonnenuntergang                                | Gerhart Hauptmann Översättning Rudolf Wendbladh                                            | Rudolf Wendbladh          | Helsingborgs stadsteater |                               |
| 1933 | En idealisk hustru A Perfect Lady                                    | Peter Garland Bearbetning Greta Serény                                                     | Rudolf Wendbladh          | Helsingborgs stadsteater |                               |
| 1933 | Fadren                                                               | August Strindberg                                                                          | Rudolf Wendbladh          | Helsingborgs stadsteater |                               |
| 1933 | Ungkarlspappan The Bachelor Father                                   | Edward Childs Carpenter Översättning Ellen Lundberg-Nyblom                                 | Albert Nycop              | Helsingborgs stadsteater |                               |
| 1933 | Trettondagsafton Twelfth Night, or What You Will                     | William Shakespeare Översättning Allan Bergstrand                                          | Rudolf Wendbladh          | Helsingborgs stadsteater |                               |
| 1933 | Hennes stora chance Britannia of Billingsgate                        | Christine Jope-Slade och Sewell Stokes Översättning Einar Fröberg                          | Albert Nycop              | Helsingborgs stadsteater |                               |
| 1933 | För sant för att vara bra Too True to be Good                        | George Bernard Shaw Översättning Ebba Low och Gustav Linden                                | Rudolf Wendbladh          | Helsingborgs stadsteater |                               |
| 1933 | Mäster Olof                                                          | August Strindberg                                                                          | Rudolf Wendbladh          | Helsingborgs stadsteater |                               |
| 1933 | Karl den store, högerytter Geld ist nicht alles                      | László Bús-Fekete Översättning och bearbetning Rudolf Wendbladh                            | Rudolf Wendbladh          | Helsingborgs stadsteater |                               |
| 1933 | Den lilla butiken Penz nem minden                                    | László Bús-Fekete Översättning Rune Carlsten                                               | Albert Nycop              | Helsingborgs stadsteater |                               |
| 1934 | Ett brott                                                            | Sigfrid Siwertz                                                                            | Rudolf Wendbladh          | Helsingborgs stadsteater |                               |
| 1934 | Syndafloden                                                          | Henning Berger                                                                             | Rudolf Wendbladh          | Helsingborgs stadsteater |                               |
| 1934 | OBS! Nymålat Prenez garde à la peinture                              | René Fauchois                                                                              | Albert Nycop              | Helsingborgs stadsteater |                               |
| 1934 | Othello The Tragedy of Othello, the Moor of Venice                   | William Shakespeare Översättning Allan Bergstrand                                          | Rudolf Wendbladh          | Helsingborgs stadsteater |                               |
| 1934 | Ljungby Horn Et folkesagn                                            | Edgar Collin, Vilhelm Østergaard, och Alfred Ipsen Bearbetning Frans Hedberg               | Albert Nycop              | Helsingborgs stadsteater |                               |
| 1935 | Gatumusikanter Straßenmusik                                          | Paul Schurek och Hanns Sassmann Översättning Richard Erwe                                  | Rudolf Wendbladh          | Helsingborgs stadsteater |                               |
| 1935 | Villa Guldregn Laburnum Grove                                        | J.B. Priestley Översättning Richard Erwe                                                   | Rudolf Wendbladh          | Helsingborgs stadsteater |                               |
| 1935 | Domino                                                               | Marcel Achard Översättning Edvard Alkman                                                   | Rudolf Wendbladh          | Helsingborgs stadsteater |                               |
| 1935 | Plats för de unga Helyet az ifjúságnak                               | Paul Vulpius (Pseudonym för Ladislas Fodor och László Lakatos)                             | Albert Nycop              | Helsingborgs stadsteater |                               |
| 1935 | På grund On the Rocks                                                | George Bernard Shaw Översättning Ebba Low och Gustav Linden                                | Rudolf Wendbladh          | Helsingborgs stadsteater |                               |
| 1935 | Tre systrar Три сeстры, Tri sestry                                   | Anton Tjechov Översättning Jarl Hemmer                                                     | Rudolf Wendbladh          | Helsingborgs stadsteater |                               |
| 1935 | Ett glas vatten Le verre d'eau                                       | Eugène Scribe Översättning Richard Erwe, Bearbetning Otto Stockhausen                      | Rudolf Wendbladh          | Helsingborgs stadsteater |                               |
| 1935 | Kvartetten som sprängdes                                             | Birger Sjöberg                                                                             | Albert Nycop              | Helsingborgs stadsteater |                               |
| 1936 | För berömliga gärningar For Services Rendered                        | W. Somerset Maugham                                                                        | Rudolf Wendbladh          | Helsingborgs stadsteater |                               |
| 1936 | "Älskar - älskar inte" Accent on Youth                               | Samson Raphaelson Översättning Arne Lydén                                                  | Rudolf Wendbladh          | Helsingborgs stadsteater |                               |
| 1936 | Höfeber Hay Fever                                                    | Noël Coward Översättning Richard Erwe                                                      | Rudolf Wendbladh          | Helsingborgs stadsteater | Tillsammans med Martin Ahlbom |
| 1936 | Påsk                                                                 | August Strindberg                                                                          | Albert Nycop              | Helsingborgs stadsteater |                               |
| 1946 | Sista valsen Der letzte Walzer                                       | Oscar Straus, Julius Brammer och Alfred Grünwald                                           | Lars Egge                 | Stora Teatern            |                               |
| 1946 | Fågelhandlaren Der Vogelhändler                                      | Carl Zeller, Moritz West och Ludwig Held                                                   | Lars Egge                 | Stora Teatern            |                               |
| 1947 | En valsdröm Ein Walzertraum                                          | Oscar Straus, Felix Dörmann och Leopold Jacobson                                           | Lars Egge                 | Stora Teatern            |                               |

### Roller
| År   | Roll                  | Produktion                                                 | Regi                      | Teater                   |
| ---- | --------------------- | ---------------------------------------------------------- | ------------------------- | ------------------------ |
| 1924 | Nasarén 2             | Salome Oscar Wilde                                         | Torsten Hammarén          | Helsingborgs stadsteater |
| 1924 | Bengt på Åsen         | Värmlänningarna Fredrik August Dahlgren och Andreas Randel | Hjalmar Peters            | Helsingborgs stadsteater |
| 1925 | Thomsen               | Kära släkten Gustav Esmann                                 | Gerda Lundequist-Dalström | Helsingborgs stadsteater |
| 1925 | Betjänten             | Kameliadamen Alexandre Dumas den yngre                     | Helge Wahlgren            | Helsingborgs stadsteater |
| 1926 | Polis 2               | Liliom Ferenc Molnár                                       | Torsten Hammarén          | Helsingborgs stadsteater |
| 1926 | Doucin                | Spelet om kärleken och döden Romain Rolland                | Albert Nycop              | Helsingborgs stadsteater |
| 1927 | David                 | Gustav Vasa August Strindberg                              | Gösta Cederlund           | Helsingborgs stadsteater |
| 1929 | Hjorth, Einar         | Don Gil av gröna byxor Tirso de Molina                     | Rudolf Wendbladh          | Helsingborgs stadsteater |
| 1929 | Hans                  | Herr Dardanell och hans upptåg på landet August Blanche    | Rudolf Wendbladh          | Helsingborgs stadsteater |
| 1930 | Rättstjänaren         | Jag är min syster Ralph Benatzky och Robert Blum           | Rudolf Wendbladh          | Helsingborgs stadsteater |
| 1931 | Jonsson               | Sensation Erik Lindorm                                     | Rudolf Wendbladh          | Helsingborgs stadsteater |
| 1931 | Dekorationsmålaren    | Thalias barn Tor Hedberg                                   | Rudolf Wendbladh          | Helsingborgs stadsteater |
| 1932 | Andre biljardspelaren | Svindlare Louis Verneuil                                   | Rudolf Wendbladh          | Helsingborgs stadsteater |
| 1932 | Påven Betjänten       | Vi Ludvig Nordström                                        | Rudolf Wendbladh          | Helsingborgs stadsteater |
| 1933 | Olsson, lakej         | Kalle Karlssons knepigheter Oscar Rydqvist                 | Rudolf Wendbladh          | Helsingborgs stadsteater |
| 1933 | Gårdsfogden           | Mäster Olof August Strindberg                              | Rudolf Wendbladh          | Helsingborgs stadsteater |
| 1933 | Karl                  | Den lilla butiken László Bús-Fekete                        | Albert Nycop              | Helsingborgs stadsteater |
| 1934 | En vaktmästare        | Ett brott Sigfrid Siwertz                                  | Rudolf Wendbladh          | Helsingborgs stadsteater |